# Attilio Imolesi
Attilio Imolesi (Cesena, 11 ottobre 1890 – Marostica, 14 marzo 1918) è stato un militare e aviatore italiano, decorato con medaglia d'argento al valor militare. Asso dell'aviazione da caccia, è accreditato di 6 abbattimenti durante la prima guerra mondiale.

## Biografia
Dopo aver fatto il meccanico d'automobili, agli inizi del primo conflitto mondiale si arruolò volontario e fece domanda per la scuola di pilotaggio alla fine del 1915. Fu assegnato da soldato alla Sezione Difesa Rimini-Riccione per contrastare le incursioni degli idrovolanti austro-ungarici, ma sebbene questo lo portasse a prestare servizio in retrovia e a pochi chilometri da casa, chiese di raggiungere il fronte e fu trasferito nel novembre 1916 alla 79ª Squadriglia. Promosso caporale, il 26 aprile 1917 a bordo del suo Nieuport 17 matricola 2142 abbatté il suo primo avversario in uno scontro nel cielo di Gradisca, combattendo al fianco di Francesco Baracca. Un mese più tardi, il 26 maggio, perse di vista in una nube su Nabresina il biposto che stava scortando e venne colpito dall'antiaerea: con il motore spento riuscì a riguadagnare le coste italiane e ad atterrare in emergenza in una palude.
Dopo alcuni scontri senza esito il sottufficiale ottenne due vittorie il 26 settembre presso Asiago, abbattendo un biposto Hansa-Brandenburg C.I austroungarico della Flik 21. Il 13 dicembre 1917 ottenne la sua quarta vittoria nel cielo di Ghertele in coppia con il suo compagno Ciotti ed il tenente Andrea Costantini, della 2ª Sezione SVA, e sempre insieme a Ciotti l'11 gennaio seguente presso Crosara ottenne il suo quinto abbattimento ed il conseguente titolo di "asso"; il suo sesto ed ultimo successo fu ottenuto il 14 gennaio 1918 sulla Valstagna, ma il 14 marzo il suo Nieuport 27 precipitò durante un volo a bassa quota, forse per il cedimento dell'attacco della pedaliera. Imolesi urtò con il capo contro la culatta della mitragliatrice e morì all'ospedale di Marostica dove era stato portato privo di conoscenza.